# Чилон (муниципалитет)
Чило́н (исп. Chilón) — муниципалитет в Мексике, штат Чьяпас, с административным центром в одноимённом посёлке. Численность населения, по данным переписи 2020 года, составила 137 262 человека.

## Общие сведения
Название Chilón с языка цельталь можно перевести как земля агавы.
Площадь муниципалитета равна 1674,5 км², что составляет 2,3 % от площади штата, а наиболее высоко расположенное поселение Пикинтеэль-Ясвиник, находится на высоте 1801 метр.
Он граничит с другими муниципалитетами Чьяпаса: на северо-западе с Яхалоном, на севере с Тумбалой, Сальто-де-Агуа и Паленке, на востоке и юге с Окосинго, на западе с Сан-Хуан-Канкуком, Ситалой и Пантело.

## Учреждение и состав
Муниципалитет был образован в 1915 году, по данным 2020 года в его состав входит 687 населённых пунктов, самые крупные из которых:
| Код INEGI                  | Населённый пункт                                                               | Численность населения (2005 год) | Численность населения (2010 год) | Численность населения (2020 год) |
| -------------------------- | ------------------------------------------------------------------------------ | -------------------------------- | -------------------------------- | -------------------------------- |
| 031                        | Всего                                                                          | 95907                            | 111554                           | 137262                           |
| 0001                       | Чилон (исп. Chilón) 17°06′20″ с. ш. 92°16′18″ з. д. (административный центр)   | 6367                             | 7368                             | 8982                             |
| 0009                       | Бачахон (исп. Bachajón) 17°02′13″ с. ш. 92°11′19″ з. д.                        | 4023                             | 5063                             | 6677                             |
| 0084                       | Гуакитепек (исп. Guaquitepec) 16°58′46″ с. ш. 92°17′22″ з. д.                  | 2304                             | 2868                             | 3511                             |
| 0439                       | Цахала (исп. Tzajalá) 17°08′05″ с. ш. 92°23′36″ з. д.                          | 2154                             | 2529                             | 2882                             |
| 0276                       | Алан-Сакхун (исп. Alán-Sac'Jún) 17°11′30″ с. ш. 92°03′21″ з. д.                | 1399                             | 1632                             | 1782                             |
| 0603                       | Сан-Херонимо-Тулиха (исп. San Jerónimo Tulijá) 17°13′23″ с. ш. 91°47′21″ з. д. | 1760                             | 1859                             | 1763                             |
| 0216                       | Такуба-Нуэва (исп. Tacuba Nueva) 17°05′29″ с. ш. 92°22′15″ з. д.               | 1036                             | 1189                             | 1581                             |
| 0575                       | Сан-Антонио-Булухиб (исп. San Antonio Bulujib) 16°59′48″ с. ш. 92°17′47″ з. д. | 869                              | 1206                             | 1522                             |
| 0468                       | Эль-Манго (исп. El Mango) 17°09′43″ с. ш. 92°03′34″ з. д.                      | 1035                             | 1141                             | 1483                             |
| —                          | Прочие                                                                         | 74960                            | 86699                            | 107079                           |
| Названия на карте Генштаба |                                                                                |                                  |                                  |                                  |

## Экономическая деятельность
По статистическим данным 2000 года, работоспособное население занято по секторам экономики в следующих пропорциях:
- сельское хозяйство и скотоводство — 86,5 % ;
- промышленность и строительство — 3 %;
- торговля, сферы услуг и туризма — 8,5 %;
- безработные — 2 %.

### Сельское хозяйство
Основная выращиваемая культура — кофе, который экспортируется в другие страны. Также выращиваются кукуруза, фасоль и фрукты.

### Животноводство
В муниципалитете разводится крупный рогатый скот, свиньи и птицы. Пчеловодство имеет большое распространение и значение, обеспечивая мёдом значительную часть внутреннего рынка Мексики.

### Лесозаготовка
В муниципалитете происходит заготовка древесины сосны и красного дерева.

### Туризм
Достопримечательности, привлекающие туристов: водопады, реки, леса и археологические памятники.

### Торговля
В муниципалитете есть два крупных торговых центра, а также множество небольших магазинов.

### Услуги
В муниципалитете предоставляются услуги связи, автоперевозок, проживания и питания, ремонта автомобилей и другой техники.

## Инфраструктура
По статистическим данным 2020 года, инфраструктура развита следующим образом:
- электрификация: 93,7 %;
- водоснабжение: 27,7 %;
- водоотведение: 81,8 %.